# 巴基斯坦参议院
巴基斯坦参议院或艾文-巴力-巴基斯坦（字面意思是“巴基斯坦上议院”）是巴基斯坦国会的上议院，并同国民议会组成国会。

## 歷史
1973年，巴基斯坦时任总统佐利菲卡尔·布托主持制定新宪法，新宪法规定国会实行两院制，由国民议会（下院）和参议院（上院）组成。参议院组成和权力由《巴基斯坦宪法》第59条确定。
1999 年巴基斯坦陸軍參謀長佩尔韦兹·穆沙拉夫發動政變上台，他停止憲法行使，暫停參議院、國家和省議會、參議院主席和副主席、國家和省議會議長、副議長職權。最高法院於2000 年 5 月 12 日的判決中認可了軍事接管，給予軍政府三年時間完成必要的憲法修正，然後將權力移交給民選政府。2001 年 6 月總統正式兩院解散，直到2002年選舉後恢復。

## 權力
與国民议会共享的權力包括，與国民议会、四個省議會共同選舉總統，在與國民議會的聯席會議中彈劾、罷免總統。另外憲法修正案需要兩院分別以2/3多數通過才能生效。國民議會通過的所有法案須經參議院也通過才能提請總統公布生效，但預算案不須參議院同意。兩院之間出現分歧時，由兩院各8名成員組成之協調委員會，進行協調磋商。
巴基斯坦憲法規定，總理需從國民議會中選出。部長從國會成員中任命。但是，擔任參議院成員的政府部長人數在任何時候都不得超過所有政府部長人數的四分之一。
如果總統職位出現空缺，參議院主席將擔任代理總統，直至總統職位通過補選填補。

## 議員

### 資格
巴基斯坦憲法第 62 條列出参议員的資格包括：
(1)巴基斯坦公民。
(2)年滿30歲，並在當地選民名冊中登記為選民
(3)品行端正，通常不被稱為「違反伊斯蘭禁令」的人。
(4)對伊斯蘭教義和實踐伊斯蘭教規定的義務有足夠的了解，並且無犯重大罪惡。
(5)睿智、正直、不放蕩、誠實和友善，法庭沒有相反的證明。
(6)巴基斯坦成立後，未曾破壞國家的完整，也不反對巴基斯坦的意識形態。
(3)、(4)兩項不適用於非穆斯林，但該人應具有良好的道德聲譽。另外第63條詳細說明了一些任期中取消資格的原因，其中包括精神不穩定、破產、刑事定罪、接受雙重國籍或放棄巴基斯坦國籍等。

### 組成
目前参议院现有100席议员，四个省中的每个省不分人口都有23名参议员，包括14名一般參議員、4名技術專家和烏理瑪、4個婦女保障議席、1個非穆斯林保障議席，而伊斯兰堡首都地区則有4名参议员，包括2名一般參議員、1名技術專家和烏理瑪、1個婦女保障議席。联邦直辖部落地区目前国民议会现有4席。参议院秘书处位于议会大厦东翼；国民议会在同一大楼的西翼召开会议。
2018年，通過憲法第25項修正案之後，2023年將取消联邦直辖部落区的8個席次，2021年參議院選舉後減少4個席次，2024年參議院選舉後再減少4個席次，將剩下96席议员。
参议院有几项未授予国民议会的专属权力，其中包括制定议会法案的权力，作为一项正在实施的法律。参议院的半数席位每三年举行一次选举，每名参议员的任期为六年。宪法不允许解散参议院。

### 選舉
国民议会现有100席，议员任期6年，每3年改選一半的参议员，参议员可连选连任，由各省省議會議員按可轉移單票制選出，参议院不得解散。